# Керецьки
Керецьки́ — село у Хустському районі Закарпатської області, з усіх боків оточене горами. Центр Керецьківської сільської громади. На півночі розкинулась полонина Стій, на заході — Бужора. Через село протікає річка Боржава, у яку впадає струмок Бистрий.

## Історія
Керецьки — один з найдавніших населених пунктів Закарпаття. В архівних документах Керецьки вперше згадуються  як Kerechkey в 1389 році, коли воно разом з іншими селами Приборжавської долини було подароване угорським королем Ласло V Мукачівському замку. У 1463 році село одержав феодал Амбруш Долгаї.
Під час визвольної війни угорського народу під керівництвом Ференца II Ракоці жителі Керецьок теж вели боротьбу проти габсбурзького панування. Дьєрдь Долгаї, власник земель у басейні річки Боржави, був призначений Ференцом II Ракоці ішпаном Мараморощини та головним управляючим Хустського замку. За це маєтки Довгая в 1708 році були конфісковані урядом Габсбургів, і село Керецьки перейшло у власність держави. У 1728 році його передали графу Шенбергу.
В 1910 році населення села становило 2505 осіб, з них 2222 українці, 242 німці, 206 євреїв та 34 угорця. За віросповіданням 2249 були грекокатоликами і 40 католиками.
1930 році в Керецьках більше половини орної землі належало баронесі Загер.
У 30-х роках XX ст. у Керецьках було три церкви: греко-католицька, православна і єврейська синагога (бужня).
Зерно мололи у двох водяних млинах: один належав єврею Бюмину на Старомлинській вулиці, а другий був у центрі села – громадський. Млин був три- або чотирикамерним: сіни, кімната для мельника, приміщення для механізму і для видавлювання олії. Біля громадського млина було і валило для обробки вовняних тканин, здебільшого гунь. В урочищі Лаврів була ступа — сукновальня, у якій збивали виткане сукно, з якого потім кроїли «уйоші» і холошні. У 1940–1941 роках угорська влада проклала вузькоколійну залізницю (штреку) від села Кушниця, через Керецьки, у село Березники. У Березниках були прокладені чотири гілки в урочищах Андріча, Боржава, Головчин, Дулятин. Усі вони під полонинським хребтом Боржава, звідси вивозили ліс, в основному бук, у Кушницю, де був лісопильний завод, і далі в Угорщину. Угорська влада побудувала дерев’яні лотоки (плавачку) від урочища Борсучини до транспортної дороги довжиною 5 км, по яких сплавляли ліс. Люди возами і саньми возили ліс і заробляли гроші. Саме за часів Угорщини в Керецьках відкрили хлібопекарню.
Церква св. Миколи Чудотворця. 1847.  У 1801 р. згадують дерев’яну церкву в доброму стані.
Теперішня мурована церква є типовою базилічною спорудою з бароковою вежею. Храм збудовано італійськими майстрами. Висота вежі — 30 м. У вежі були три малі дзвони (в Першу світову війну найбільший дзвін переплавили на зброю).
У 1908 р. виставили на продаж старий іконостас. У 1945 р. православні вірники на чолі із священиком В. Опіярі зайшли до церкви і вона стала православною, а наприкінці 1940-х років сюди перенесли два великі дзвони з колишньої православної церкви.
Церква складається з нави, вівтаря, ризниці і пригінка. Триярусний іконостас вирізьблено з липи в 1880-х роках. У 1983 році проведено ремонт храму, зовні споруду поштукатурено мармуровою дрібкою. Можливо, тоді храм посвячено св. Петру і Павлу. У 1988 р. художник Василь Якубець розмалював інтер’єр церкви. Саме у цій церкві у травні 1867 року вінчалися батьки Августина Волошина — отець Іван та Емілія Зомборі.

## Населення
Згідно з переписом УРСР 1989 року чисельність наявного населення села становила 3949 осіб, з яких 1831 чоловік та 2118 жінок.
За переписом населення України 2001 року в селі мешкало 4289 осіб.

### Мова
Розподіл населення за рідною мовою за даними перепису 2001 року:
| Мова       | Відсоток |
| ---------- | -------- |
| українська | 98,59 %  |
| російська  | 0,72 %   |
| білоруська | 0,05 %   |
| словацька  | 0,02 %   |
| інші       | 0,62 %   |

## Політика
У грудні 2023 року на засіданні сільської ради один з депутатів підірвав бойові гранати.

## Відомі уродженці
- Лаврентій (Мигович) — архієрей Православної церкви України

## Туристичні місця
- храм св. Миколи Чудотворця. 1847